# Diacyclops brevifurcus
Diacyclops brevifurcus – gatunek widłonoga z rodziny Cyclopidae. Nazwa naukowa gatunku została po raz pierwszy opublikowana w 2006 roku przez japońskiego biologa Teruo Ishidę.